# Fiskebäckskil

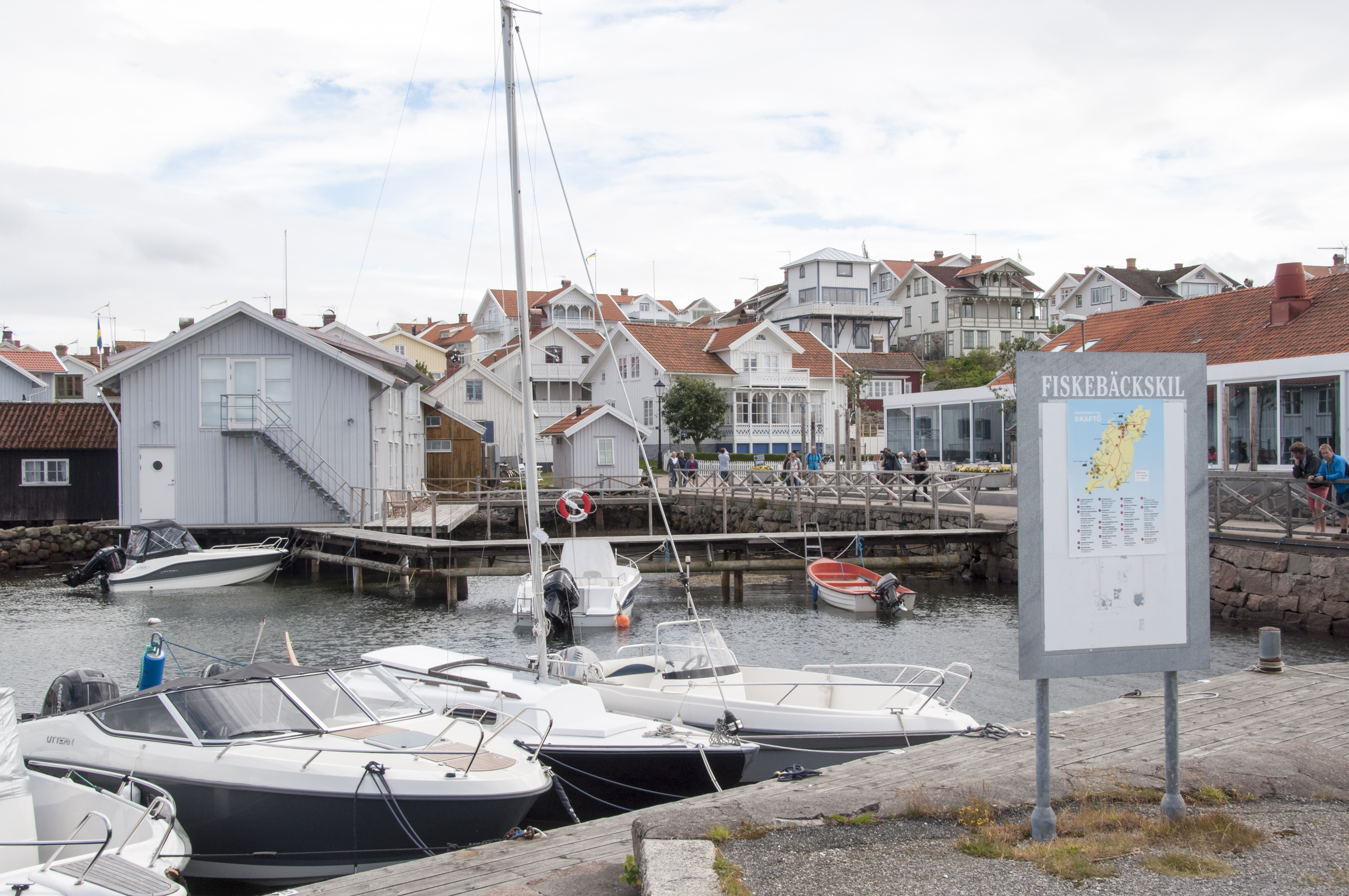
Hamnen i Fiskebäckskil

Fiskebäckskil är en tätort i Lysekils kommun, belägen på Skaftö i Bohuslän på södra sidan av Gullmarns mynning, mittemot Lysekil.

## Historik
| ” | Fiskebäckskil å Skaftöland är ett af de äldste Fisklägen, hwars kyrka fordom stått wid Oxwik, men derefter blifwit flyttad till en höjd å GymnasiiHemmanet Fiskebäcks ägor. Tiden då sådant skett är icke känd. -Folkmängden utgör 675 personer, som hafwa lifsuppehället dels med fragtfart på In- och Utrikes Orter och med fiske. Här finnes 11 större och mindre fiskbåter, å hwilka år 1821 fångades 819 wålor Långor och 917 wålor Torsk. Stället är ett af de snyggare i sitt slag, och större delen af folket bildadt. 143 Manhus utom de å östersidan finnas här. | „ |
| – Ur "Försök till Beskrifning öfwer Orousts och Tjörns Häraders Fögderier uti Götheborgs- och Bohus-Län", Johan Fredrik Hellberg, 1824 | |   |

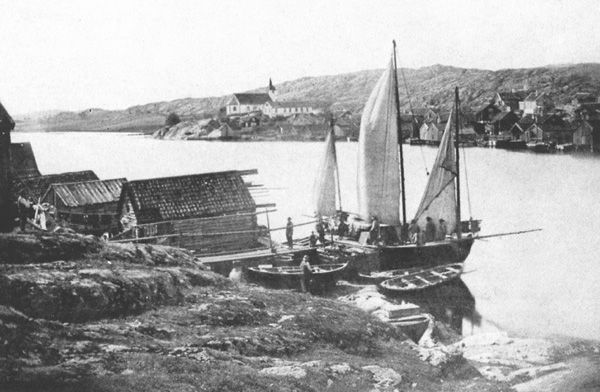
Fiskebäckskil sett från Östersidan, omkr. 1900

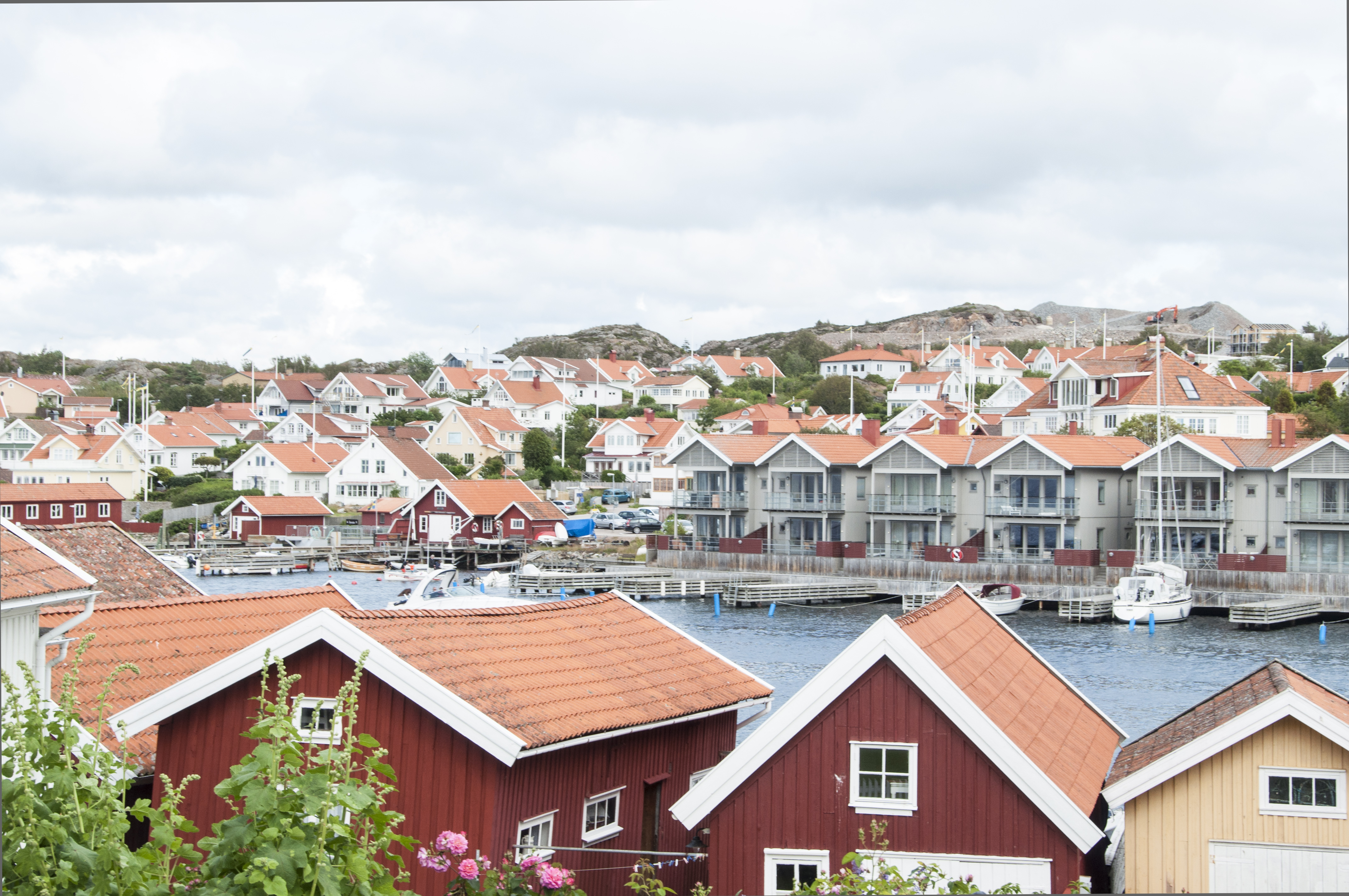
Östersidan

Samhället har sedan 1500-talet vuxit fram som fiskeläge på Skaftölandet, på västra sidan av en djupt inskuren havsvik ("kil" på gammal bohuslänska). På östra sidan av samma vik ligger fiskeläget Östersidan, som uppstod som ett "systersamhälle" till Fiskebäckskil och nu är en del av tätbebyggelsen.
Under det expansiva 1800-talet omvandlades det till ett burget skepparsamhälle, med Bohusläns största fraktflotta. När lönsamheten minskade inom skeppsfrakten började man inrikta sig på det framväxande badortslivet, och samhället har under 1900-talet alltmer blivit en renodlad sommarort. 
Fiskebäckskil var beläget i Morlanda socken/Fiskebäckskils socken, senare i Skaftö socken och orten ingick efter kommunreformen 1862 i Fiskebäckskils landskommun. I denna inrättades för orten 29 januari 1886 Fiskebäckskils municipalsamhälle som upplöstes 31 december 1951 när landskommunen uppgick i Skaftö landskommun.

### Befolkningsutveckling
| Befolkningsutvecklingen i Fiskebäckskil (exklusive Östersidan)    | Befolkningsutvecklingen i Fiskebäckskil (exklusive Östersidan) | Befolkningsutvecklingen i Fiskebäckskil (exklusive Östersidan) | Befolkningsutvecklingen i Fiskebäckskil (exklusive Östersidan) | Befolkningsutvecklingen i Fiskebäckskil (exklusive Östersidan) |
| ----------------------------------------------------------------- | -------------------------------------------------------------- | -------------------------------------------------------------- | -------------------------------------------------------------- | -------------------------------------------------------------- |
|                                                                   |                                                                |                                                                |                                                                |                                                                |
| År                                                                |                                                                |                                                                | Invånare                                                       |                                                                |
| 1750                                                              | 1750                                                           |                                                                | 202                                                            | 202                                                            |
| 1760                                                              | 1760                                                           |                                                                | 245                                                            | 245                                                            |
| 1769                                                              | 1769                                                           |                                                                | 360                                                            | 360                                                            |
| 1775                                                              | 1775                                                           |                                                                | 381                                                            | 381                                                            |
| 1785                                                              | 1785                                                           |                                                                | 523                                                            | 523                                                            |
| 1795                                                              | 1795                                                           |                                                                | 688                                                            | 688                                                            |
| 1805                                                              | 1805                                                           |                                                                | 773                                                            | 773                                                            |
| 1810                                                              | 1810                                                           |                                                                | 755                                                            | 755                                                            |
| 1820                                                              | 1820                                                           |                                                                | 675                                                            | 675                                                            |
| 1830                                                              | 1830                                                           |                                                                | 792                                                            | 792                                                            |
| 1840                                                              | 1840                                                           |                                                                | 728                                                            | 728                                                            |
| 1850                                                              | 1850                                                           |                                                                | 812                                                            | 812                                                            |
| 1860                                                              | 1860                                                           |                                                                | 647                                                            | 647                                                            |
| 1870                                                              | 1870                                                           |                                                                | 664                                                            | 664                                                            |
| 1880                                                              | 1880                                                           |                                                                | 712                                                            | 712                                                            |
| 1890                                                              | 1890                                                           |                                                                | 689                                                            | 689                                                            |
| 1900                                                              | 1900                                                           |                                                                | 665                                                            | 665                                                            |
| 1910                                                              | 1910                                                           |                                                                | 587                                                            | 587                                                            |
| 1920                                                              | 1920                                                           |                                                                | 559                                                            | 559                                                            |
| 1930                                                              | 1930                                                           |                                                                | 497                                                            | 497                                                            |
| 1940                                                              | 1940                                                           |                                                                | 409                                                            | 409                                                            |
| 1950                                                              | 1950                                                           |                                                                | 370                                                            | 370                                                            |
| Källor: Tabellverket SCB - Folk- och bostadsräkningarna 1860-1990 |                                                                |                                                                |                                                                |                                                                |

| Befolkningsutvecklingen i Fiskebäckskil (inklusive Östersidan)     | Befolkningsutvecklingen i Fiskebäckskil (inklusive Östersidan) | Befolkningsutvecklingen i Fiskebäckskil (inklusive Östersidan) | Befolkningsutvecklingen i Fiskebäckskil (inklusive Östersidan) | Befolkningsutvecklingen i Fiskebäckskil (inklusive Östersidan) |
| ------------------------------------------------------------------ | -------------------------------------------------------------- | -------------------------------------------------------------- | -------------------------------------------------------------- | -------------------------------------------------------------- |
|                                                                    |                                                                |                                                                |                                                                |                                                                |
| År                                                                 |                                                                |                                                                | Invånare                                                       |                                                                |
| 1912                                                               | 1912                                                           |                                                                | 797                                                            | 797                                                            |
| 1920                                                               | 1920                                                           |                                                                | 770                                                            | 770                                                            |
| 1930                                                               | 1930                                                           |                                                                | 673                                                            | 673                                                            |
| 1940                                                               | 1940                                                           |                                                                | 571                                                            | 571                                                            |
| 1950                                                               | 1950                                                           |                                                                | 535                                                            | 535                                                            |
| 1960                                                               | 1960                                                           |                                                                | 426                                                            | 426                                                            |
| 1970                                                               | 1970                                                           |                                                                | 311                                                            | 311                                                            |
| 1980                                                               | 1980                                                           |                                                                | 389                                                            | 389                                                            |
| 1990                                                               | 1990                                                           |                                                                | 453                                                            | 453                                                            |
| 2000                                                               | 2000                                                           |                                                                | 438                                                            | 438                                                            |
| 2005                                                               | 2005                                                           |                                                                | 417                                                            | 417                                                            |
| 2010                                                               | 2010                                                           |                                                                | 379                                                            | 379                                                            |
| 2015                                                               | 2015                                                           |                                                                | 262                                                            | 262                                                            |
| 2020                                                               | 2020                                                           |                                                                | 248                                                            | 248                                                            |
| Källor: SCB - Tätorter 1960 - 2010 SCB - Folkräkningen 1900 - 1950 |                                                                |                                                                |                                                                |                                                                |

## Samhället
Klubbans biologiska station, som drivs av Uppsala universitet, ligger på Östersidan. 
Kristinebergs marina forskningsstation, grundades på orten 1877 av Kungliga Vetenskapsakademien.

## Kända personer
Ortens mest berömda profil var Carl Wilhelmson. Han föddes 1866 som son till en styrman och blev en känd konstnär. Carl Wilhelmsons villa med ateljé kan beskådas än i dag och han är begravd utanför Fiskebäckskils kyrka.

## Bildgalleri

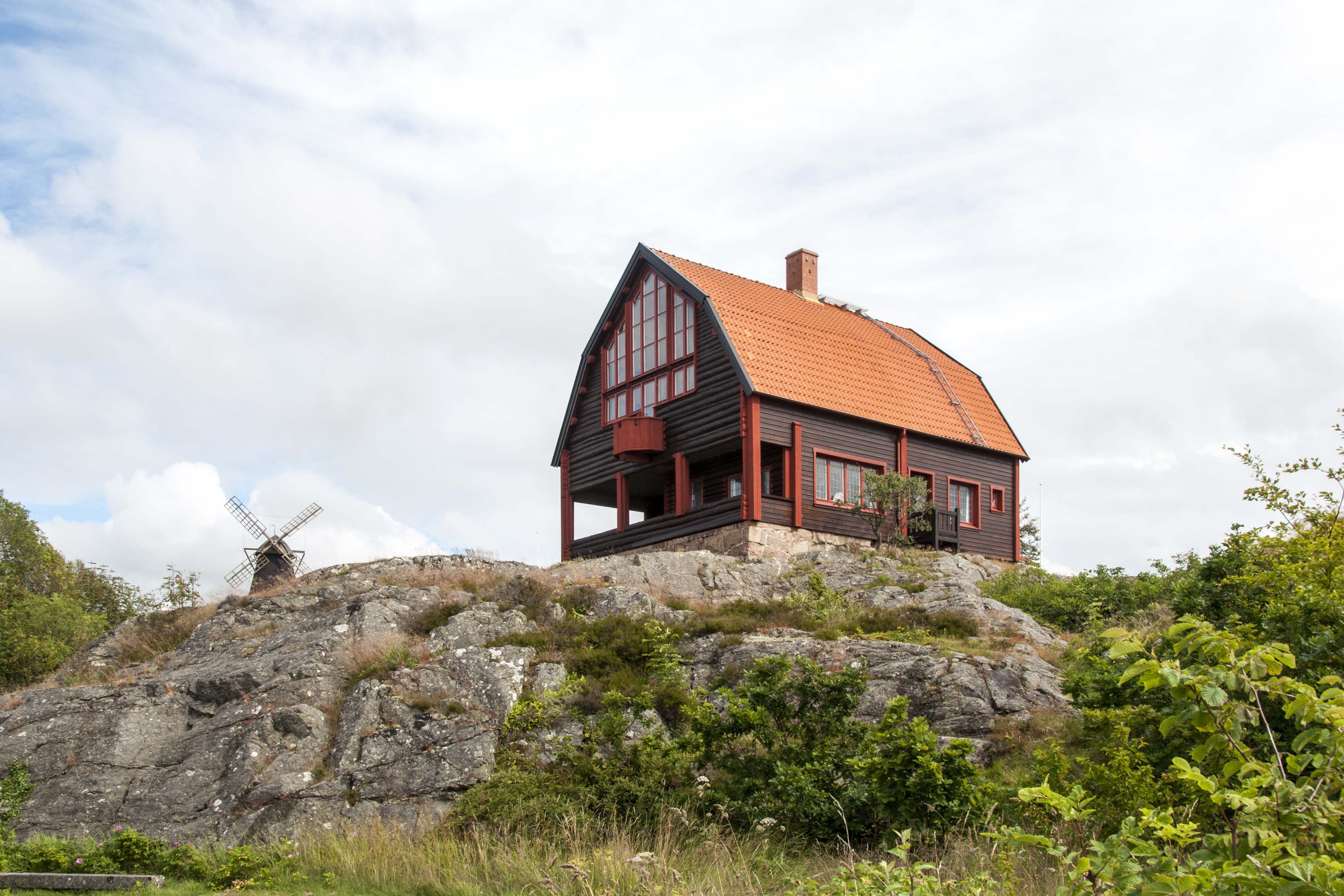
Carl Wilhelmsons villa
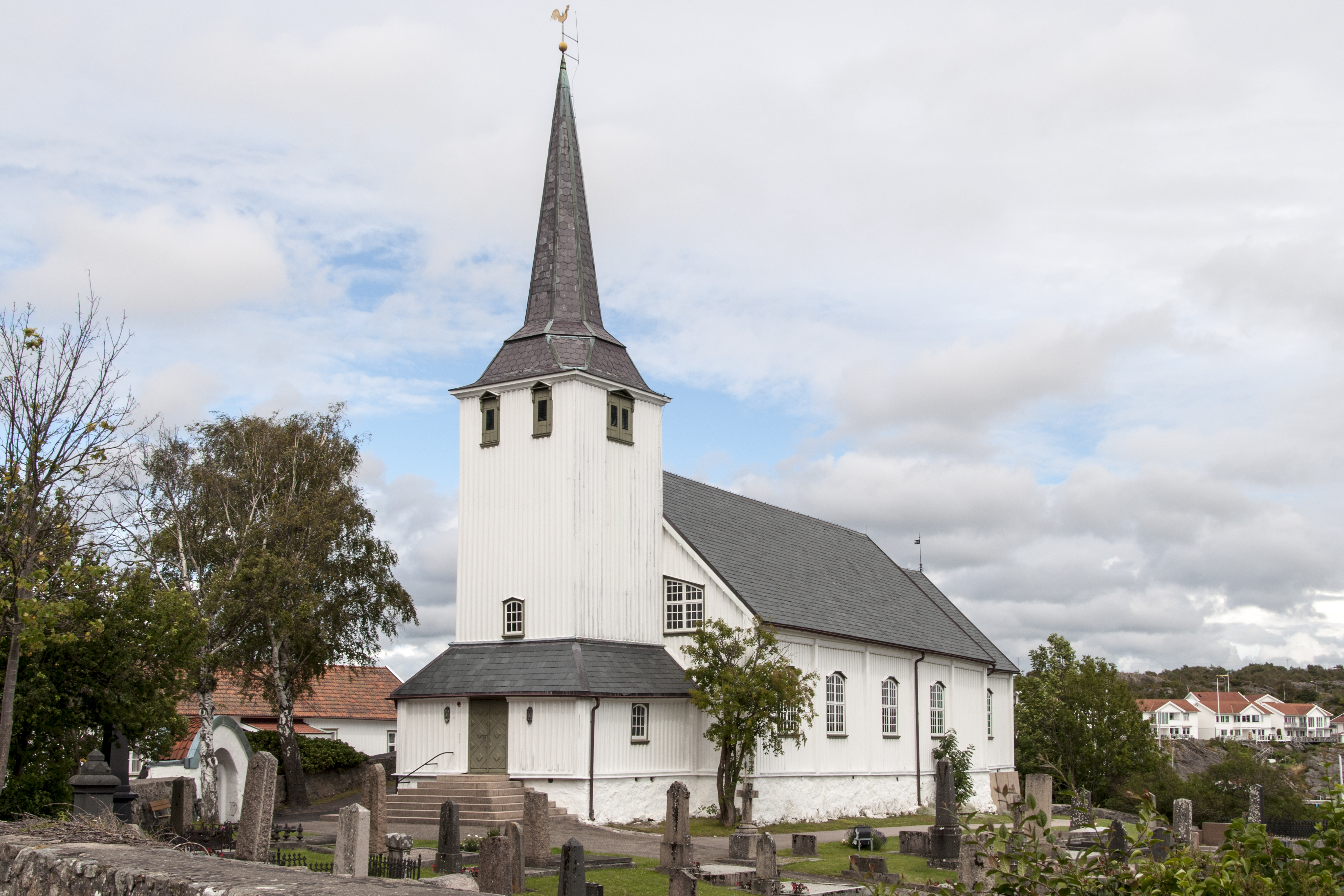
Fiskebäckskils kyrka
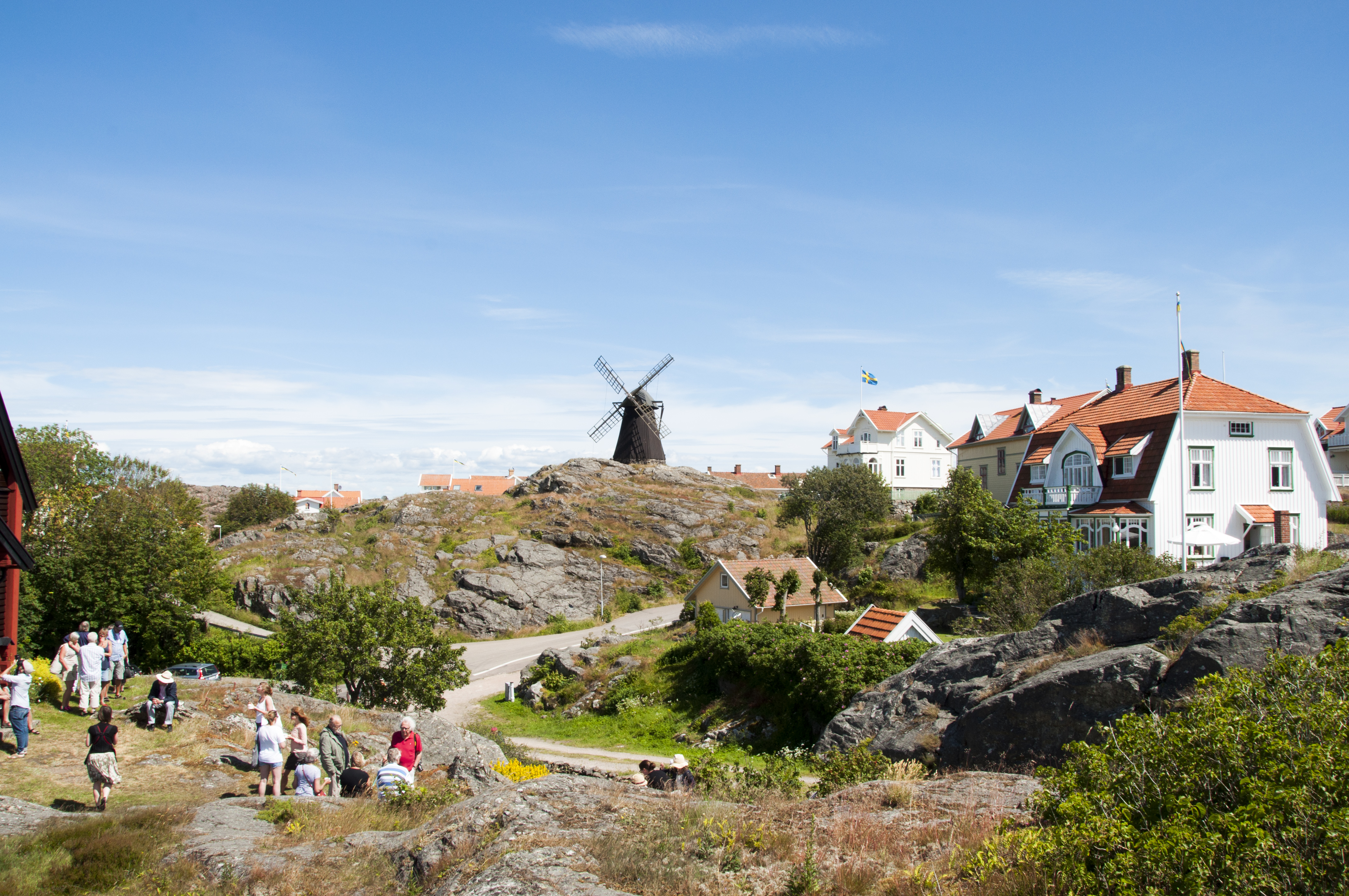
Väderkvarnen på berget
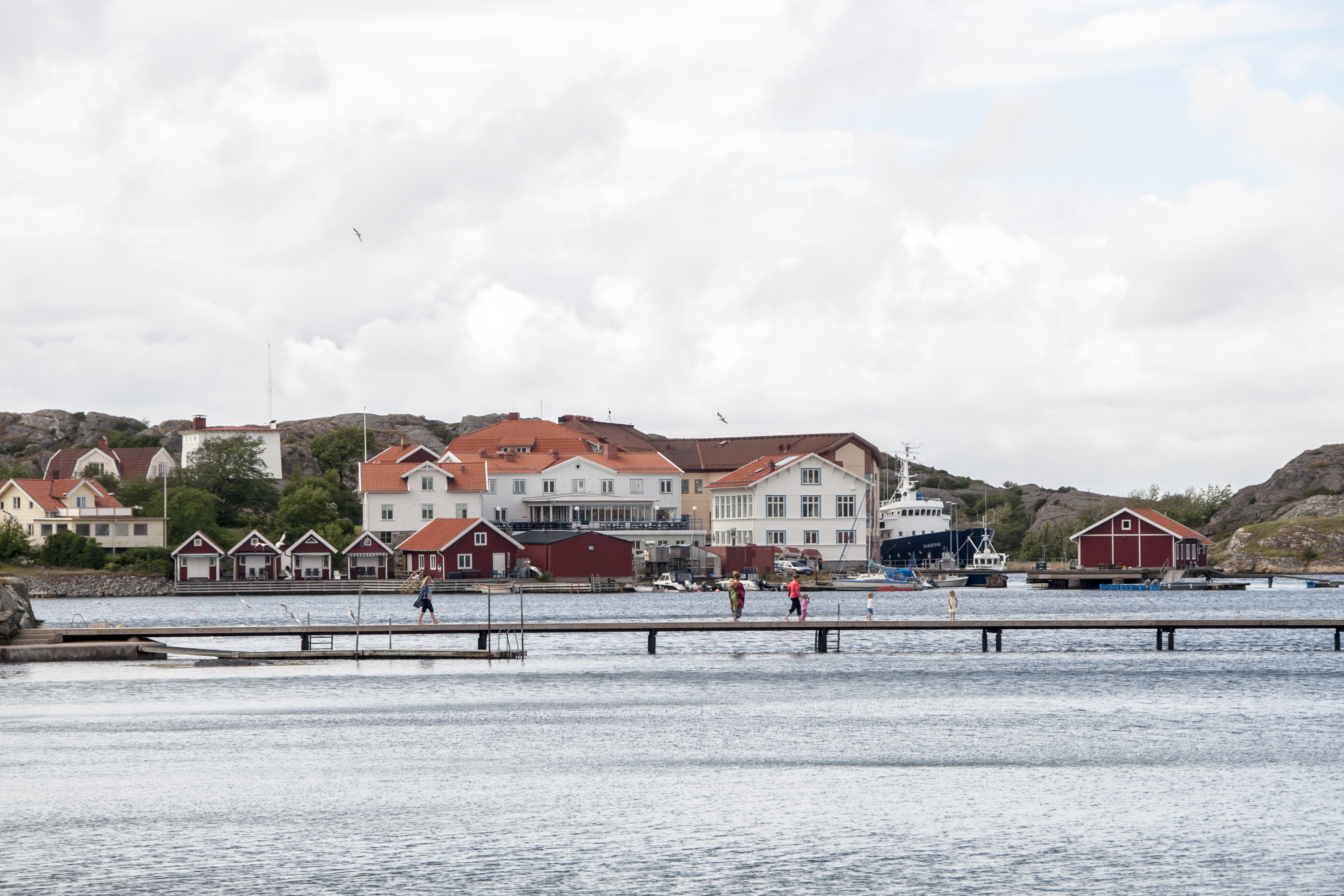
Kristinebergs marina forskningsstation
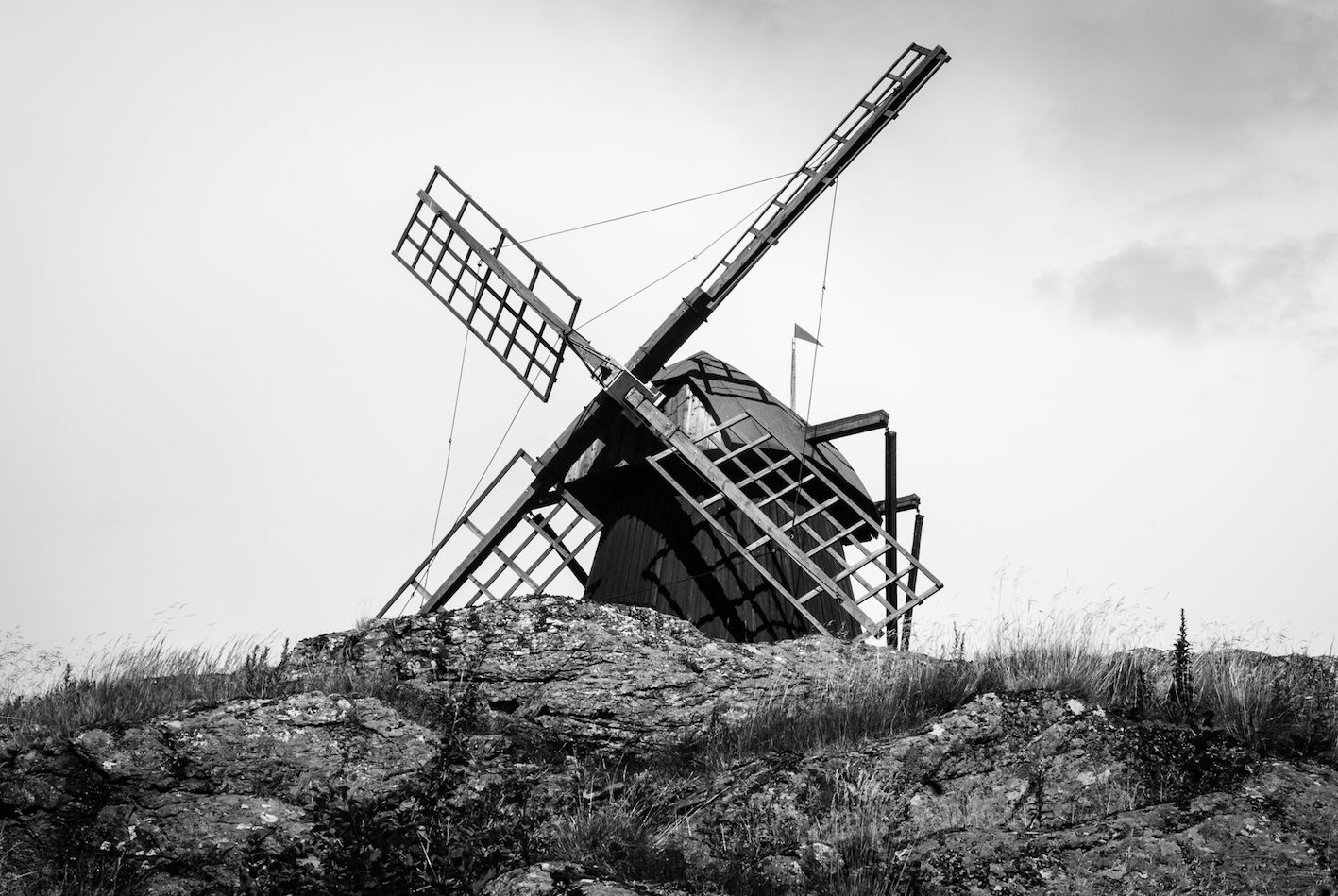
Mjölnare Per Olssons väderkvarn